# سحلب سعيد
السحلب السعيد (باللاتينية: Orchis laeta) نوع نباتي ينتمي إلى جنس السحلب من الفصيلة السحلبية.

## الموئل والانتشار
موطن هذا النوع المغرب العربي.

## مرادفات للاسم العلمي
- (باللاتينية: Androrchis blidana (B.Baumann & H.Baumann) W.Foelsche & Jakely)
- (باللاتينية: Androrchis laeta (Steinh.) D.Tyteca & E.Klein)
- (باللاتينية: Orchis blidana B.Baumann & H.Baumann)
- (باللاتينية: Orchis pauciflora subsp. laeta (Steinh.) Kreutz)
- (باللاتينية: Orchis provincialis var. laeta (Steinh.) Maire & Weiller)